# MacsEb
A MacsEb egy amerikai rajzfilmsorozat, amelyet Peter Hannah készített a Nickelodeon számára 1998 és 2005 között. A történet főhőse egy meglehetősen furcsa sziámi ikerpár, amelynek egyik fele kutya, a másik pedig macska. Összesen 68 epizód készült el négy évadon keresztül, melyből kettőt televízióban nem vetítettek. A rajzfilmet a Nickelodeon Animation Studio és a Peter Hannah Productions közösen készítette.

## Cselekmény
Macs és Eb egy ikerpár, akik a testük középső részénél fogva vannak összenőve, ennélfogva nincs farkuk vagy hátsó lábaik. Legjobb barátok és testvérek, ennek ellenére a személyiségük drasztikusan különbözik, hasonlóan a "Furcsa pár" című filmhez, vagy a filmtörténet olyan párosaihoz, mint Stan és Pan, vagy Abbott és Costello. Macs művelt, nyugodt, fellengzős természetű, Eb azonban inkább az ösztöneinek él és imádja a kalandokat. Hőseink egy olyan városban élnek, amelyet antropomorfizált állatok népesítenek be.

## Szereplők
| Szereplők    | Eredeti hang     | Magyar hang                                                                 |
| ------------ | ---------------- | --------------------------------------------------------------------------- |
| Macs         | Jim Cummings     | Németh Gábor                                                                |
| Eb           | Tom Kenny        | Háda János (1-3. évad) Lippai László (mozifilm) Haás Vander Péter (4. évad) |
| Winslow      | Carlos Alazraqui | Kálloy Molnár Péter                                                         |
| Clifford     | Tom Kenny        | Rosta Sándor                                                                |
| Shriek       | Maria Bamford    | Bíró Anikó                                                                  |
| Lube         | Carlos Alazraqui | Galbenisz Tomasz                                                            |
| Rancid       | Billy West       | Tarján Péter                                                                |
| Mr. Sunshine | Billy West       | Uri István                                                                  |

## Készítése
A Peter Hannah által kitalált sorozatot a Nickelodeon saját, úgynevezett Nicktoons produkciójaként a kaliforniai Burbankben készítették. Hannah volt a vezető producer. A Nickelodeon csatorna a sorozat indulásakor fektetett be közel 350 millió dollárt a következő öt év saját gyártású rajzfilmjeinek elkészítésébe.
Albie Hecht, a Nickelodeon akkori rangidős alelnöke azt mondta, hogy a sorozattal eleve mindkét oldal legrosszabb elemeit próbálták megragadni. Eleve Hannah inspirációja abból jött, hogy látta a környékbeli kutyákat és macskákat, akik egymásnak ugrottak, és elképzelte, hogy milyen lenne az életük, ha ezeknek az alapvetően különböző fajoknak egy testen kellene osztozniuk és egymással kellene küzdeniük a saját érdekeikért. Eredetileg szuperhősként képzelték el a karaktert, ebből lett később egy átlagos, de teste miatt mégis inkább számkivetett lény.
A főcímdalt Peter Hannah és Denis M. Hannigan szerezték. Az epizódok elején hallható dalt magyarra is lefordították (ezt Varga Tamás énekli), a stáblista alattit viszont meghagyták angolul.
Az első epizód premierjére 1998 áprilisában került sor, az éves Kid's Choice Awards során, maga a sorozat pedig októberben debütált a tévében.
Az eredeti vetítés 1998 és 2004 között volt, 2005-2007 között pedig ismételték. Valójában a sorozatot már 2001-ben elkaszálták, a negyedik évad így rendkívül rövid lett: 2000-ben mutattak be egy később három részre szétszedett filmet, majd ezután 2003-2005 között évente egyetlen új részt, azaz még hármat. Két epizódot csak nemzetközi forgalmazásban mutattak be ebből az évadból. A Nicktoons csatorna 2002-2011 közt adta, majd a NickSplat 2013-2018 között, ezt követően pedig az epizódok felkerültek a Paramount+ streaming-szolgáltatóra is.